# Rhinella kumanday
Rhinella kumanday — вид жаб родини ропухових (Bufonidae). Описаний у 2024 році.

## Поширення
Ендемік Колумбії. Поширений у горах Кордильєра-Сентраль у межах департаментів Кальдас і Толіма.

## Назва
Назва kumanday означає «білий красивий», слово, дане корінним народом кімбая засніженому вулкану Невадо-дель-Руїс, що височіє над Центральними Кордильєрами в регіоні вирощування кави в Колумбії.